# Паметник на Революцията (Куманово)
Паметникът на Революцията (на македонска литературна норма: Споменик на Револуцијата) е мемориален комплекс в град Куманово, Северна Македония. Паметникът е обявен за културно наследство на страната.

## Местоположение
Паметникът е разположен в северната част на кумановския Малък площад.

## История
Паметникът е изграден в 1964 година за спомен на партизаните от така наречената Народноосвободителна армия на Югославия, загинали в така наречената Народноосвободителна война. Дело е на видния хърватски скулптор Коста Ангели Радовани.